# Teatro de Side
El Teatro de Side fue un antiguo teatro romano en la ciudad de Side, en la antigua región de Panfilia, en Asia Menor, actual Turquía. Estaba situado en el centro de la ciudad, inmediatamente al oeste del ágora comercial.

## Historia
Fue construido originalmente en el periodo helenístico como teatro griego. Fue reconstruido y convertido en teatro romano a mediados del  siglo I a. C. En el siglo siguiente, el teatro se reconvirtió para albergar espectáculos de gladiadores y animales salvajes al estilo romano. Según algunas fuentes, también se utilizaba a veces como mercado de esclavos.

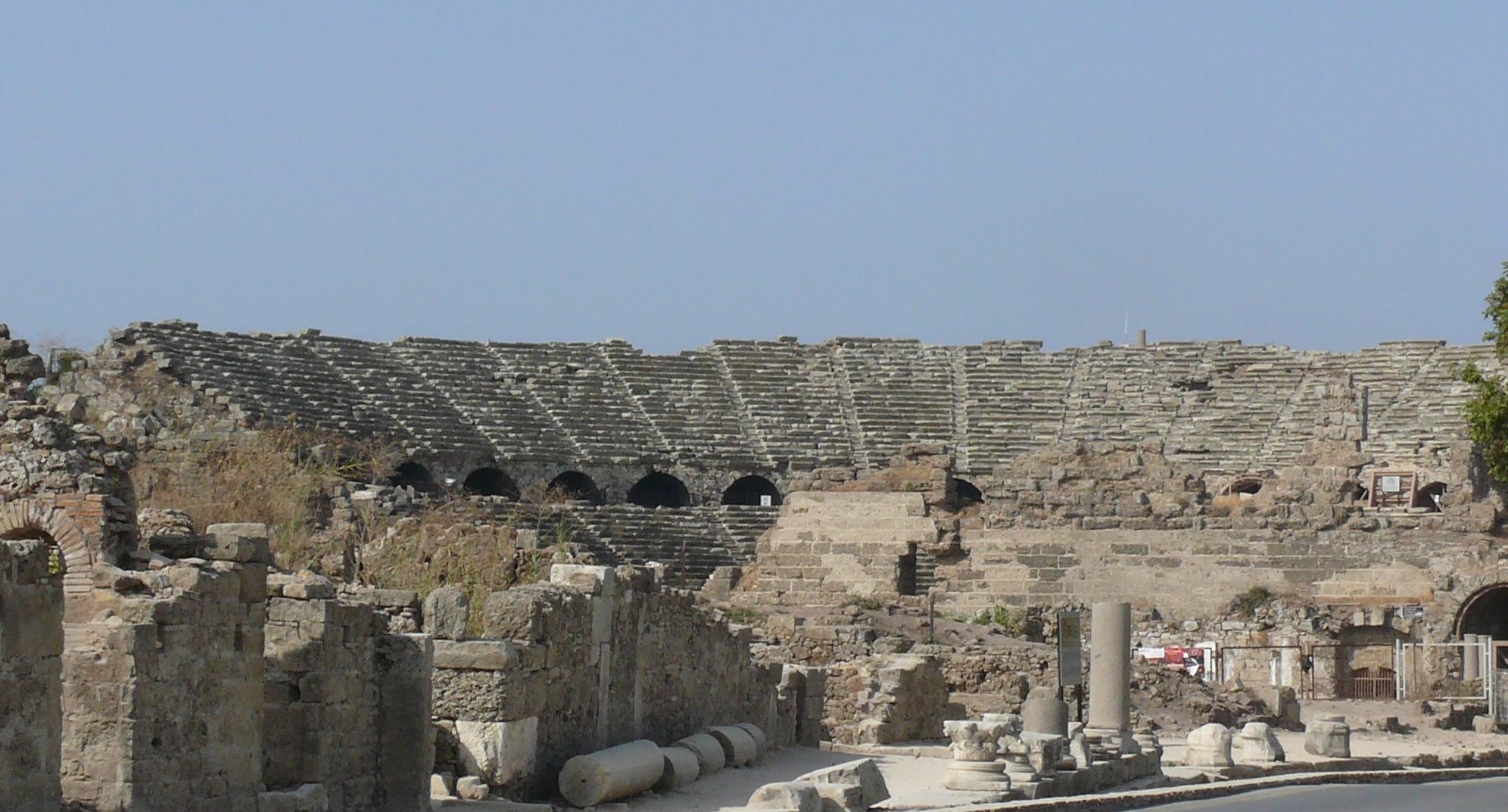
pienoiskuva

Cuando en el  se construyó en Side una nueva muralla transversal que delimitaba una zona más pequeña, la skené (edificio escénico de un teatro) se convirtió en parte de esta muralla. En el siglo IV, se convirtió en una especie de iglesia al aire libre. Hoy, las ruinas del teatro son la reliquia más importante de Side.

## Descripción
El edificio del teatro es un teatro romano en el sentido de que su orchestra es semicircular y no un círculo completo como en el teatro griego. Su cávea, sin embargo, tiene la característica del teatro griego de no ser un semicírculo sino un arco de más de 180 grados. El diámetro de la cávea es de unos 119 m y el diámetro de la orquesta es de unos 29,5 m. El aforo era de unos 15 000 -16 000. Un pasillo horizontal (diazomata) divide la cávea en una parte inferior y otra superior. La sección inferior tenía originalmente 29 filas de asientos, divididas en 11 bloques por 12 escaleras verticales. La sección superior también tenía 29 filas de asientos, aunque las superiores no han sobrevivido hasta nuestros días. Hay 23 pasillos abovedados que conducen al diazomata.

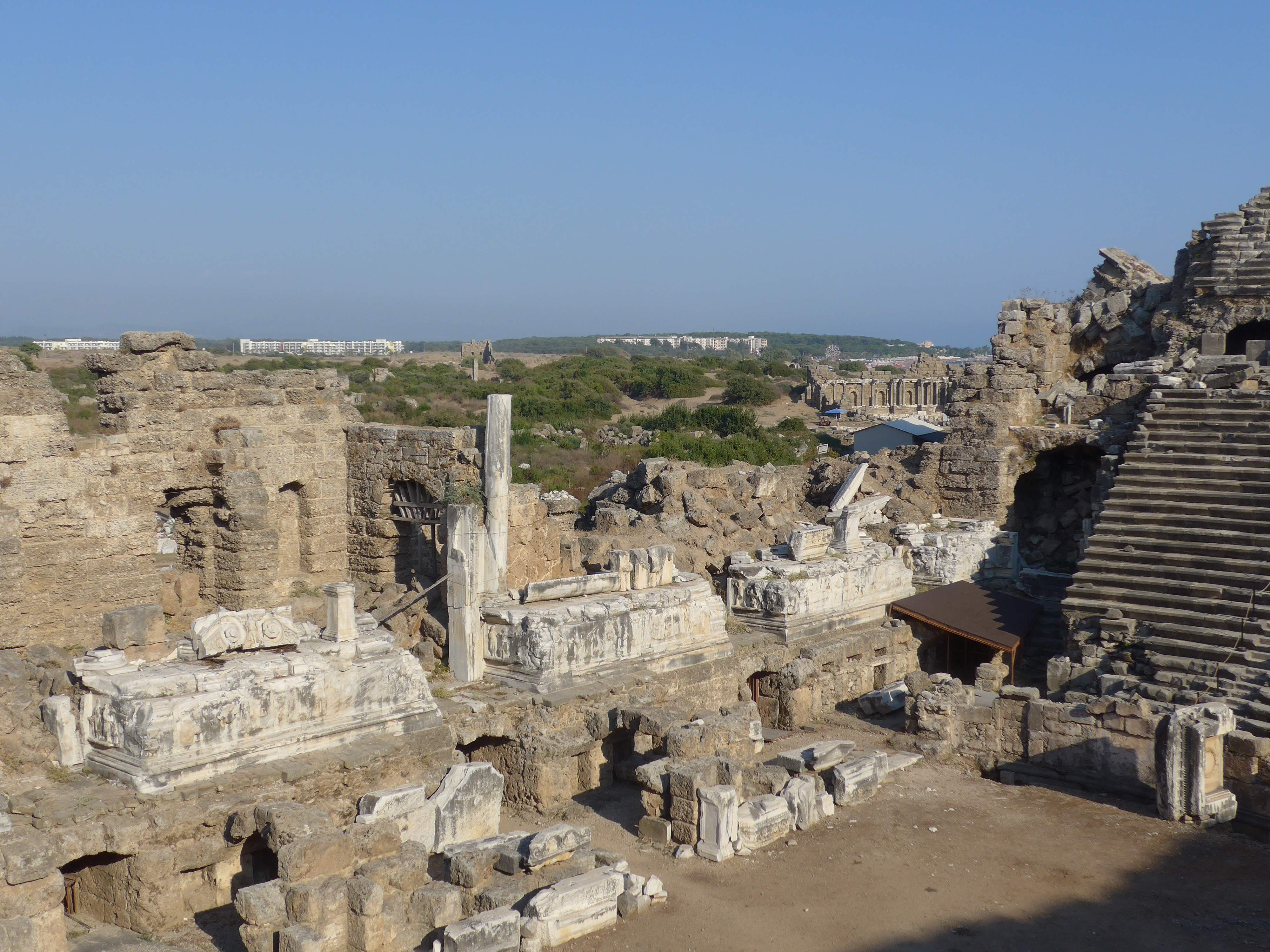
Restos.

El edificio de la escena teatral tenía dos  o tres plantas  y medía 63 (o 65)  metros de largo y 10 m de ancho. Todavía se conserva en su mejor estado a una altura de unos 23 m. La planta más baja tenía nueve salas, dos de las cuales tenían escaleras que llevaban al segundo piso. La fachada del edificio estaba decorada con hornacinas, estatuas, columnas y relieves. Cinco puertas conducían del edificio de la skené al proscenio,  situado frente a él. Al otro lado había puertas que daban al ágora. El proscenio tenía seis metros de profundidad y estaba tres metros por encima de la orchestra. La base del proscenio estaba decorada con relieves de mitología griega.
Cuando el teatro se reconvirtió para albergar espectáculos de gladiadores y animales, se construyó un muro de unos dos metros de altura para separar el auditorio de la orchestra. Cuando el edificio se reconvirtió para uso eclesiástico, se construyeron pequeñas capillas a ambos lados del auditorio. Las inscripciones de los bancos, que reservaban una parte de los asientos al clero, demuestran también este cambio.